# Brexit

Vlajka Spojeného království a vlajka Evropské unie spojená v často používanou vlajku pro brexit (s neutrálním názorem)

Brexit (z anglického Britain a exit) je zkrácené označení pro proces ukončení členství Spojeného království Velké Británie a Severního Irska v Evropské unii. K tomuto procesu došlo na základě rozhodnutí britských voličů 51,9 % hlasů v referendu konaném 23. června 2016. Složitá jednání komplikovala zvláště otázka vzniku britsko-unijní hranice mezi Severním Irskem a Irskou republikou a riziko obnovení irského konfliktu. K ukončení členství došlo 31. ledna 2020.
Spojené království se stalo členem Evropského hospodářského společenství (EHS), předchůdce Evropské unie, v roce 1973. Poprvé o svém členství Britové hlasovali již v roce 1975 v referendu o členství v EHS. Druhé referendum slíbil před volbami roku 2015 konzervativní premiér David Cameron. Referendum předcházela ostrá kampaň, pro kterou bylo typické rozdělení stran podle hesel Remain a Leave („zůstat“ a „odejít“).
Referendum mělo de iure pouze poradní váhu, podle rozhodnutí britského nejvyššího soudu musel o vystoupení z Evropské unie rozhodnout parlament Spojeného království. Británie poté dne 29. března 2017 požádala o ukončení členství Evropskou unii na základě článku 50 Lisabonské smlouvy. Ten předpokládá maximálně dvouletou lhůtu pro dojednání podmínek a ukončení členství tak mělo nastat k datu 29. března 2019.
Dne 15. ledna 2019 zamítla Dolní sněmovna smlouvu o modalitách ukončení členství Spojeného království v Evropské unii, kterou vláda Theresy Mayové dojednala s Evropskou komisí. Pro smlouvu hlasovalo pouze 202 poslanců Dolní sněmovny, proti smlouvě 432 poslanců. 29. ledna byl v Dolní sněmovně poměrem hlasů 317 : 301 schválen návrh, kterým byla Theresa Mayová pověřena vyjednávat s Evropskou komisí o změnách v dosavadní smlouvě o brexitu. Na zasedání EU v Bruselu dne 10. dubna 2019 bylo dohodnuto, že novým nejpozdějším termínem pro odchod Spojeného království z Unie se měl stát 31. říjen 2019. Protože se Mayové nedařilo vyjednat podporu parlamentu pro brexitovou dohodu, odstoupila z funkce a novým premiérem se v červenci 2019 stal Boris Johnson. Následně byl termín potřetí posunut na 31. ledna 2020.
Spojené království Velké Británie a Severního Irska opustilo Evropskou unii 31. ledna 2020 v 23:00 (UTC). Od 1. února 2020 se Velká Británie nacházela v tzv. přechodném období, během kterého bylo zapotřebí vyřešit řadu závazků k EU, včetně obchodní dohody. Obchodní dohoda byla nakonec po mnoha pokusech uzavřena 24. prosince 2020, která vstoupila v platnost dne 2. ledna 2021, spolu se skončením přechodného období.

## Období Evropského hospodářského společenství 1973–1992

V referendu v roce 1975 zvítězil názor „odejít“ pouze na Shetlandách a Vnějších Hebridách

Do Evropského hospodářského společenství vstoupilo Spojené království k 1. lednu 1973 pod vedením vlády Edwarda Heatha z Konzervativní strany, která celkově členství podporovala. Naopak Labouristická strana, zejména její levé křídlo, s členstvím spíše nesouhlasila a pod vedením Harolda Wilsona vyhrála volby v říjnu 1974 se slibem uspořádat referendum o členství. Toto referendum se konalo 5. června 1975 a voliči v něm většinou 67,2 % rozhodli o tom, že Spojené království zůstane v Evropském hospodářském společenství.
Labouristická strana se nicméně k obhajobě odchodu vrátila ještě pod vedením Michaela Foota v kampani před volbami v roce 1983, které ovšem vyhráli konzervativci vedení Margaret Thatcherovou.

## Členství v Evropské unii
Po Thatcherové se stal premiérem John Major, který byl zastáncem sjednocování Evropy a v době jeho vlády byla v roce 1992 uzavřena Maastrichtská smlouva, kterou vznikla Evropská unie, byť Spojené království podepsalo smlouvu s výjimkami (mj. se nezavázalo přijmout euro).
V té době podporovaly integraci Evropy obě velké britské strany, myšlenka odchodu z Evropské unie se tak stala nosnou pro nově vznikající malé strany. V roce 1994 založil James Goldsmith Referendum Party, ta ovšem nezískala ve volbách v roce 1997 v rámci platného volebního systému ani jeden mandát, byť pro ni hlasovalo 810 860 voličů, tj. 2,6 %, a strana následně fakticky zanikla.
Úspěšnější byla Strana nezávislosti Spojeného království založená v roce 1993, která začala v 21. století dosahovat úspěchů ve volbách do Evropského parlamentu: V roce 2004 sdílela s 12 mandáty třetí místo s Liberálně demokratickou stranou, v roce 2009 byla s 13 mandáty druhá společně s labouristy a při volbách roku 2014 získala 11 mandátů a tím nejvíce ze všech britských stran.

## Referendum v roce 2016

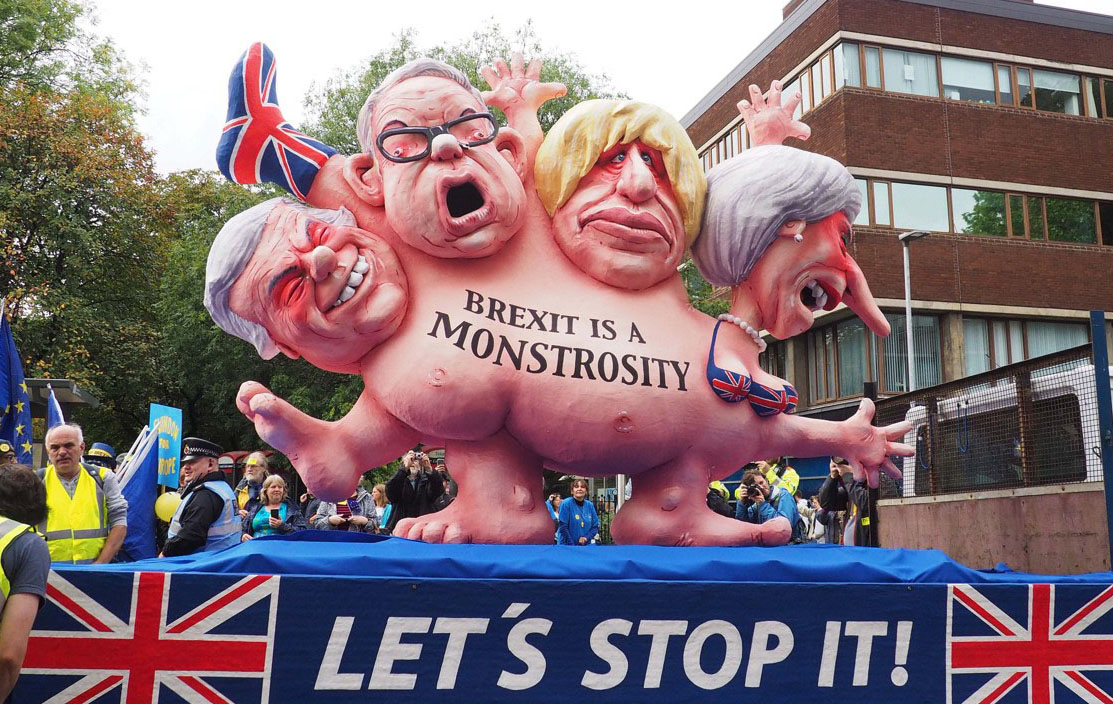
Protest proti brexitu. Boris Johnson byl jednou z hlavních tváří kampaně za brexit.

Na sílící hlasy pro opuštění Evropské unie reagovali konzervativci vedení premiérem Davidem Cameronem, který v kampani před parlamentními volbami v roce 2015 slíbil, že v případě svého vítězství vyhlásí do konce roku 2017 referendum o pokračování nebo ukončení členství Spojeného království v EU. Volby vyhrál a referendum se konalo 23. června 2016. Sám Cameron se před referendem podílel na kampani propagující pokračování členství, ale část členů konzervativní strany se naopak angažovala ve prospěch odchodu.
V kampani za brexit byla použita firma AggregateIQ (AIQ), která byla přes mateřskou firmu SCL propojena s Cambridge Analytica. V referendu poměrně těsně zvítězilo ziskem 51,9 % hlasů stanovisko „odejít“ – „Leave“. Opačné stanovisko „Remain“ – „zůstat“ – obdrželo v celém Spojeném království 48,1 % hlasů.
Jednou z vlivných kampaní za brexit byla i Vote Leave, kterou řídil Dominic Cummings.

V referendu v roce 2016 zvítězila myšlenka pokračování členství jen ve Skotsku, v Severním Irsku a v některých velkých městech, především v Londýně

### Politické dopady výsledku referenda
Výsledek referenda neznamenal okamžité automatické ukončení členství, referendum dokonce ani nebylo pro vládu závazné, ovšem očekávalo se, že politici budou jeho výsledek respektovat. Premiér David Cameron jako vůdčí osoba kampaně pro pokračování členství ráno po vyhlášení výsledků uznal porážku a oznámil, že v řádu měsíců rezignuje, aby vyjednávání s Evropskou unií o ukončení členství mohl začít a vést nový premiér.
Po schválení Lisabonské smlouvy právo Evropské unie počítá s tím, že ji některý člen může opustit. Podle článku 50 novelizované Smlouvy o Evropské unii má členský stát v takovém případě uvědomit Evropskou radu a následně po dvou letech přestane být členem, nedohodnou-li se obě strany na dřívějším nebo pozdějším termínu. Dvouletý termín má sloužit především k smluvní úpravě vzájemných vztahů EU a státu, který unii opustí.

### Hospodářské dopady výsledku referenda
Brzy po referendu prohlásili zástupci různých mezinárodních firem, že kvůli vystoupení Spojeného království z EU přezkoumají svoje působení v této zemi a eventuálně přesunou pracovní místa jinam. Aby zabránil takovým dopadům nebo úplnému odchodu těchto společností, oznámil ministr financí George Osborne, který před referendem vehementně bojoval proti brexitu, že plánuje snížení sazby daně ze zisků společností na 15 %.

### Separatistické tendence po referendu
Po referendu se prohloubily separatistické tendence v těch částech Spojeného království, kde voliči většinově hlasovali pro setrvání tohoto státu v Evropské unii. Ve Skotsku se mluvilo o odtržení a v Severním Irsku o sjednocení Irska.

## Situace před brexitem 2018–2019

### Do 29. března 2019

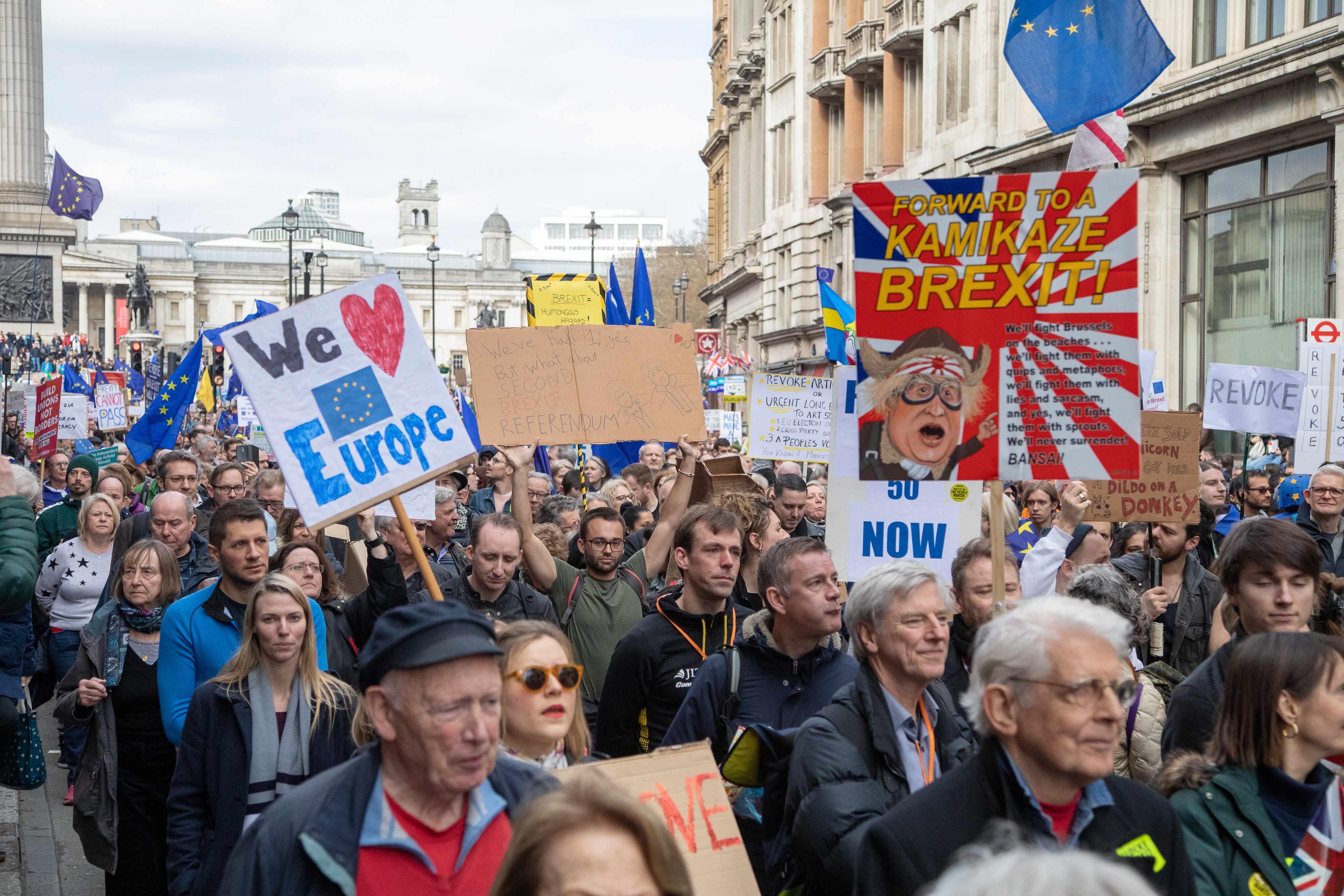
Britové protestující proti brexitu v březnu 2019

Dne 15. ledna 2019 zamítla Dolní sněmovna smlouvu o modalitách brexitu, tedy ukončení členství Spojeného království v Evropské unii, kterou vláda Theresy Mayové dojednala s Evropskou komisí. Pro smlouvu hlasovalo pouze 202 poslanců Dolní sněmovny, proti smlouvě 432 poslanců. Smlouvu zamítlo 118 poslanců vládní Konzervativní strany. Předběžně zamítnutá smlouva mezi Spojeným královstvím a Evropskou unií byl dokument o 584 stranách. Bez jejího přijetí přestalo být jisté, jakým způsobem a zda skutečně proběhne 29. března 2019 vystoupení Spojeného království z EU. Již tehdy se ale rýsovalo několik možností včetně "tvrdého" nebo nekoordinovaného brexitu (no-deal brexit), ale také posunutí jeho termínu nejméně o několik týdnů.
Původní smlouva s EU zamítnutá 15. ledna 2019 obsahovala mj. ne zcela precizní řešení pro pokračování volného obchodu mezi zeměmi EU a Spojeným královstvím a pro ožehavou otázku režimu na hranicích mezi Severním Irskem a Irskou republikou, která zůstává členskou zemí EU. To byl jeden z bodů, které vedly k odmítnutí smlouvy velkým počtem poslanců vládní Konzervativní strany. Smlouva totiž neobsahuje dostatečné záruky pro časový limit tzv. „backstopu“, který má zamezit kontrolám osob a zboží na hranicích mezi oběma územími po uskutečněném brexitu. Spojené království by na základě backstopu totiž na neurčitou dobu zůstalo v celní unii s EU, a to i po 31. prosinci 2020, což je v dojednané – avšak neratifikované – smlouvě s EU v zásadě obsažené datum pro jeho odchod z celní unie. Podle názoru britských politiků nazývaných brexiteers, zastánců brexitu jako jsou bývalý ministr zahraničí Boris Johnson a poslanec Jacob Rees-Mogg, by bez konečného data pro backstop byla dlouhodobě ohrožena příslušnost Severního Irska ke Spojenému království.
Již den po historické porážce premiérky Theresy Mayové v Dolní sněmovně, tedy 16. ledna 2019, vyvolala Labouristická strana hlasování o nedůvěře vládě. Poněvadž žádný z odbojných poslanců Konzervativní strany nechtěl dopustit riziko předčasných parlamentních voleb, premiérka toto hlasování úspěšně přestála, když pro vládu hlasovalo 325 poslanců a proti ní 306 poslanců.
Ze strany vysokých představitelů EU byla zprvu pouze vyslovena lítost nad zamítnutím smlouvy, která je podle nich „nejlepším možným kompromisem“. Předseda Evropské komise Jean-Claude Juncker vyzval představitele Spojeného království, aby brzy vysvětlili své úmysly v nově vzniklé situaci. V Londýně mezitím požadovalo více než 70 poslanců opoziční Labouristické strany, aby bylo uspořádáno druhé referendum o brexitu. Toto řešení však vzhledem k časové tísni není považováno za realistické, nadto neexistuje záruka, že by dopadlo ve prospěch setrvání Spojeného království v EU. K situaci se vyjádřil také německý politik Manfred Weber, jeden z vážných kandidátů na předsedu Evropské komise po volbách do Evropského parlamentu v květnu 2019. Podle něj by diskuse o posunutí brexitu na pozdější dobu než je dosavadní termín měla smysl jen tehdy, kdyby byly další britské plány ozřejměny.
Premiérka Mayová reagovala na zamítnutí smlouvy v Dolní sněmovně mj. tím, že prohlásila ochotu vyjednávat s představiteli EU o zlepšení zamítnutého textu. Svůj „plán B“ předložila dne 21. ledna 2019. Obsahoval hlavně záměr vyjednat změnu podmínek pro tzv. „backstop“. Dolní sněmovna hlasovala 29. ledna poměrem hlasů 317 ku 301 pro usnesení, kterým byla premiérka zmocněna vyjednávat s EU o změnách ve smlouvě o brexitu, mj. o úpravě „backstopu“ tak, aby byl časově omezen. První reakcí politiků EU bylo, že jakoukoliv změnu dojednané smlouvy odmítli.
Jen několik týdnů před datem brexitu se po přetahování mezi Evropskou komisí a vládou Spojeného království na krátkou dobu rýsoval možný kompromis v klíčové otázce tzv. backstopu pro Severní Irsko. Komisař a hlavní vyjednavač EU Michel Barnier uznal 3. března 2019 v rozhovoru pro německý deník Die Welt, že ve Velké Británii existuje nedůvěra vůči dosavadnímu znění ujednání o backstopu, protože by z něho mohla vzniknout past, ve které by Britové byli svým členstvím v celní unii s Evropskou unií k ní navždy připoutáni. Dále prohlásil Barnier: „Jsme připraveni dát záruky, ujištění a vysvětlení, že backstop má být jen dočasný.“
12. března 2019 však Dolní sněmovna podruhé zamítla smlouvu s EU o brexitu s některými právně nezávaznými dodatky o backstopu, které těsně předtím dojednala Theresa Mayová s Jeanem-Claudem Junckerem. Den nato zamítla Dolní sněmovna také eventuální no-deal brexit, tedy vystoupení z EU bez přijetí jakékoliv smlouvy s EU. Den poté, tedy 14. března, hlasovala velká většina poslanců Dolní sněmovny (412 proti 202) pro prodloužení členství v EU přes zatímní datum brexitu 29. března, a sice tehdy předběžně do 30. června 2019. Usnesením Dolní sněmovny ze čtvrtka 14. března nebyl brexit jako takový zamítnut, nýbrž měla být umožněna dodatečná vyjednávání o jeho podmínkách. Před zmíněným hlasováním onoho dne bylo hlasováno také o návrhu, uspořádat druhé referendum o brexitu. Tento návrh však nebyl Dolní sněmovnou schválen.
Dočasné řešení schválené Dolní sněmovnou záviselo na dohodě s vrcholnými orgány Evropské unie a na výsledku třetího hlasování o smlouvě s EU, které Theresa Mayová požadovala. Na zasedání představitelů 28 členských států EU v Bruselu v týdnu před 29. březnem souhlasilo všech 27 členských států EU (bez Spojeného království) s žádostí britské vlády o prodloužení lhůty pro odchod z Unie do 22. května. Byla však vyslovena podmínka, že ve zbývající době do 29. března bude britským parlamentem schválena dosavadní dohoda s EU. Protože se tak poté nestalo a tato dohoda byla potřetí zamítnuta, platila následně kratší lhůta brexitu do 10. dubna. V případě, že by byl – jako třetí možnost – ještě dohodnut delší posun termínu brexitu, mělo Spojené království povinnost zúčastnit se voleb do Evropského parlamentu, které se konaly následně od 23. do 26. května 2019. Kvůli britskému většinovému volebnímu systému a podpoře brexitu v širokých vrstvách obyvatelstva zvítězila v těchto volbách Brexit Party vedená Nigelem Faragem.
Podle britského nedělníku The Sunday Times se chystalo celkem 11 ministrů britské vlády na pondělním zasedání 25. března 2019 vyzvat premiérku Mayovou k rezignaci kvůli nespokojenosti s tím, jak řídila proces vystoupení Británie z EU. Tehdejší ministr financí Philip Hammond podobné úvahy popřel a posléze se tyto informace ukázaly jako nepravdivé.

### Po 29. březnu 2019
Na zasedání EU v Bruselu dne 10. dubna 2019 bylo dohodnuto, že novým nejpozdějším termínem pro odchod Spojeného království z Unie je 31. říjen 2019. Premiérka Mayová poté ohlásila další vyjednávání s Labouristickou stranou, aby dosáhla jejího souhlasu se smlouvou s EU a spořádaného průběhu brexitu. Bez smlouvy s EU hrozí mj. velké problémy při pohybu osob a zboží zvláště na hranici mezi Irskem a Severním Irskem v následujícím období. V Bruselu panovalo mezi představiteli EU po dohodnutém odkladu brexitu ulehčení. Předseda Rady EU Donald Tusk se vyjádřil, že se orgány EU nyní „mohou zabývat jinými výzvami“.
Pro období zatímního členství v EU se britská vláda zavázala k „loajální spolupráci“ s orgány Unie. Theresa Mayová také slíbila, že nebude usilovat o nová vyjednávání o již dohodnuté smlouvě o brexitu. Spojené království se muselo zúčastnit voleb do Evropského parlamentu 2019, protože neopustilo Unii do 22. května 2019. Vítězem voleb se na základě většinového volebního systému stala Brexit Party vedená Nigelem Faragem.
Kvůli taktizování opozice, zvláště Labouristické strany vedené Jeremym Corbynem, nebyla smlouva s EU v Dolní sněmovně schválena. Premiérka Mayová ztratila důvěru většiny konzervativních poslanců a ohlásila své odstoupení jak z funkce vůdce strany,tak z postu předsedy vlády. Již před odstoupením premiérky Theresy Mayové byl zastánce brexitu Boris Johnson členy Konzervativní strany zvolen dvoutřetinovou většinou jejím novým vůdcem. Po odstoupení Mayové jej královna Alžběta II. dne 24. července jmenovala novým premiérem Spojeného království. Do nové vlády nominoval Johnson převážně důsledné zastánce brexitu jako jsou nový ministr zahraničních věcí Dominic Raab, ministryně vnitra Priti Patelová a Michael Gove. Kromě toho se Jacob Rees-Mogg stal předsedou klubu Konzervativní strany v Dolní sněmovně. Bezprostředně poté začal Johnson důrazně prosazovat termín 31. října 2019 jako den ukončení členství země v EU. Jeho plán zněl, že buď vyjedná s Evropskou komisí lepší podmínky, zvláště časové omezení tzv. backstopu pro Severní Irsko a tímto způsobem zamezí setrvání Spojeného království v celní unii s EU na neurčitou dobu, nebo provede tzv. tvrdý (no-deal-)brexit, tj. bez ratifikované smlouvy s Unií.
Johnson poté stanovil 14. říjen 2019 dnem slavnostního projevu královny Alžběty II. v parlamentě a prosadil podle platného ustanovení parlamentní prázdniny před tímto dnem. Přes velké protesty části obyvatelstva a celé politické opozice proti tomuto premiérovu kroku tím Johnson zkrátil možnou dobu pro debaty v Dolní sněmovně. Následovaly ovšem akce opozice, které vedly k oslabení Johnsonovy pozice. První porážku na půdě britského parlamentu utrpěl premiér Johnson v úterý 3. září večer. Jednadvacet poslanců Johnsonovy Konzervativní strany hlasovalo proti vládě, čímž umožnili opozici ve středu 4. září předložit návrh zákona, kterým byl brexit bez dohody v konečném důsledku zablokován a odchod z EU odsunut do 31. ledna 2020 (s podmínkou dosažení dohody s EU o modalitách brexitu). Krátce poté nechal Johnson „odbojné“ poslance vyloučit z Konzervativní strany, čímž vyvolal novou bouři nevole. Postup proti skupině poslanců přiměl ministryni Amber Rudd k tomu, že dne 6. září odstoupila ze svého postu ve vládě.
4. září 2019 schválili poslanci Dolní sněmovny – pomocí hlasů „odbojných“ konzervativců – urychleným způsobem za přispění předsedy parlamentu Johna Bercowa (do nástupu do funkce člena Konzervativní strany) proti vůli premiéra zákon, který mu zabránil v tom, aby vyvedl zemi z Evropské unie k 31. říjnu bez dohody s Bruselem. Johnson v reakci na schválení návrhu vyzval k předčasným volbám dne 15. října 2019, ani v této věci však neuspěl. Zákon proti tvrdému brexitu mohla zablokovat ještě Sněmovna lordů, vláda se ale posléze dohodla s opozicí, že zákon projde i tam. Johnson nesplnil svůj původní slib, že Británie odejde z EU jako už druhý premiér Velké Británie.
Dne 28. října 2019 schválily členské země EU – po počátečném váhání Francie – tzv. pružný odklad brexitu nejpozději do konce ledna 2020. Následně byl Dolní sněmovnou velkou většinou schválen návrh zákona předložený premiérem Johnsonem, podle kterého se 12. prosince 2019 měly konat předčasné parlamentní volby v celém Spojeném království. Ve volbách nakonec získali jasnou většinu konzervativci, což umožnilo schválení brexitové dohody. Dolní sněmovna britského parlamentu podle očekávání byl prováděcí zákon definitivně schválený 22. ledna 2020, když Dolní sněmovna odmítla všechny pozměňovací návrhy Sněmovny lordů, která pak veškeré snahy o změny vzdala.
Následujícího dnem, 23. ledna 2020, podepsala prováděcí zákon k brexitové dohodě královna Alžběta II., a zákon tak vstoupil v platnost. Také orgány EU již tuto dohodu schválily. Dne 31. ledna 2020 skončilo členství Spojeného království v Evropské unii a nastalo 11měsíční přechodné období, během něhož musela Velká Británie dále plnit závazky k EU a rovněž bylo zapotřebí do konce tohoto období vypracovat detailní ustanovení pro další vývoj vztahů s EU. Obchodní dohoda Spojeného království a Evropské unie byla uzavřena 24. prosince 2020 a vstoupila v platnost 2. ledna 2021, když skončilo přechodné období.

## Vývoj situace po brexitu
Počet zastánců brexitu v průzkumech klesal. V květnu 2023, tj. 7 let po referendu a tři roky po vystoupení, se počet lidí, kteří brexit považují za úspěch, snížil na 9 procent, zatímco za nezdar brexit označilo 62 procent lidí. K tomu si začaly stěžovat automobilky, kterým hrozilo, že budou muset především u elektromobilů platit nově clo, což by vedlo k omezování výroby a propouštění. U těchto aut totiž není splněna podmínka bezcelního vývozu do Unie, která toto umožňuje vozům vyrobených ze 45 procent ve Spojeném království, přičemž u elektromobilů je jejich hlavní komponent - baterie - dodávaný z Číny. Nepovedlo se také snížit počty imigrantů, což bylo velké téma při propagaci brexitu. Dva roky před brexitem byla čistá legální migrace okolo 300 000 ročně a vládnoucí konzervativci slibovali její snížení na 100 000 ročně. Počet imigrantů v zemi se po brexitu naopak zvýšil. Skepticky k výsledkům brexitu se vyjádřoval i Nigel Farage, významný propagátor brexitu.
| „              | „Z brexitu jsme nakonec netěžili ekonomicky tak, jak jsme mohli. A bohužel musím říct, že jediné, co brexit prokázal, je to, že naši politici jsou asi tak stejně k ničemu, jako byli komisaři v Bruselu. Tohle jsme naprosto nezvládli.“ | “ |
| — Nigel Farage | |   |

Čistá legální migrace do Spojeného království dosáhla v roce 2022 rekordního počtu 764,000, přičemž imigrace dosáhla 1,26 milionu a emigrace 493 000. Z 1,22 milionu lidí, kteří se přistěhovali do Spojeného království v roce 2023, bylo pouze 126,000 občanů členských států EU. V důsledku brexitu opustilo Spojené království během 12 měsíců do června 2023 o 86,000 více občanů EU, než se přistěhovalo. Občané členských států EU pracující v sektorech zdravotní a sociální péče byli nahrazeni imigranty ze zemí Asie a Afriky. V roce 2023 se přistěhovalo do Spojeného království přibližně 250,000 imigrantů z Indie, 141,000 z Nigérie, 90,000 z Číny a 83,000 z Pákistánu. Před volbami v červenci 2024 obvinil předseda opoziční Labouristické strany Keir Starmer vládnoucí konzervativce a premiéra Rishiho Sunaka, že ztratili nad imigrací kontrolu.